# Тимчасовий ощадний банк
«Тимчасовий ощадний банк» — це тимчасовий банк, який створюється у випадку переведення проблемного банку до категорії неплатоспроможного з метою прийняття його зобов'язань за вкладами фізичних осіб, що гарантуються Фондом гарантування вкладів фізичних осіб, та частини якісних, високоліквідних активів, що мають покрити різницю між сумою зобов'язань за вкладами фізичних осіб та сумою отриманих з Фонду гарантування вкладів фізичних осіб коштів у розмірі внесків, які робив неплатоспроможний банк як його учасник.
Категорію «тимчасовий ощадний банк» було введено д.е.н. Бобилем В. В. в процесі визначення альтернативних шляхів (альтернативний банкінг) виведення неплатоспроможного банку з фінансового ринку України.

## Відмінності тимчасового ощадного та перехідного банків
| Ознака               | Тимчасовий ощадний банк | Перехідний банк                                                                                 |
| Мета створення       | Погашення зобов'язань за вкладами фізичних осіб, що гарантуються Фондом | Продаж інвестору активів і зобов'язань неплатоспроможного банку                                 |
| Передумови створення | У випадку переведення проблемного банку до категорії неплатоспроможного | У випадку отримання письмового зобов'язання інвестора щодо придбання перехідного банку          |
| Активи               | Внески неплатоспроможного банку, які він робив як учасник Фонду, та частина якісних, високоліквідних активів, що мають покрити різницю між сумою зобов'язань та сумою внесків, отриманих з Фонду | Всі або визначена відповідно до плану врегулювання частина активів неплатоспроможного банку     |
| Зобов'язання         | Зобов'язання за вкладами фізичних осіб, що гарантуються Фондом | Всі або визначена відповідно до плану врегулювання частина зобов'язань неплатоспроможного банку |

Основна відмінність між тимчасовим ощадним та перехідним банком полягає в тому, що переведення зобов'язань за вкладами фізичних осіб і тільки необхідної частки якісних активів у тимчасовий ощадний банк надають потенційну можливість неплатоспроможному банку покращити свій фінансовий стан. У випадку, коли частка залишених якісних активів не призвела до відновлення платоспроможності, банк має досить часу для пошуку найбільш привабливих варіантів виведення з ринку.

## Див.також
- Банківський ризик
- Креативний банк
- Стейкхолдери банку